# Биолокация
Биолокация (от греч. βίος — жизнь и лат. locatio — размещение, положение) — способность животных определять в окружающем пространстве положение каких-либо объектов (направление, расстояние), получать информацию об этих объектах (размеры, форма) либо информацию о собственной ориентации в окружающем пространстве (биоориентация).
Биолокация животных основана на рецепции внешних механических (тактильных), акустических или электрических раздражителей. Различают пассивную биолокацию, при которой источником раздражителей выступают объекты окружающей среды (например, механические колебания, воспринимаемые боковой линией некоторых рыб или электрические поля, воспринимаемые ампулами Лоренцини скатов) и активную биолокацию, в которой источником зондирующего сигнала является само животное (эхолокация дельфинов и летучих мышей, активная электролокация некоторых видов рыб).

## Другие значения
Активное замещение научным термином уже скомпрометированных синонимов лозоходство и радиэстезия для псевдонаучной методики, якобы позволяющая человеку посредством индикатора — рамки или маятника — определять наличие каких либо предметов или объектов в пространстве, получать ответы с «уровня информационного поля».